# Porotrichodendron nitidum
Porotrichodendron nitidum är en bladmossart som beskrevs av Brotherus 1925. Porotrichodendron nitidum ingår i släktet Porotrichodendron och familjen Lembophyllaceae. Inga underarter finns listade i Catalogue of Life.